# Bertrand Gachot
Bertrand Gachot (Luxemburgo, Luxemburgo; 23 de diciembre de 1962) es un expiloto franco-belga de automovilismo.
Comenzó a participar en competiciones de karting a los 15 años, y en 1983 entró en la Winfield School, una reconocida escuela de pilotos en Francia. Tras esto, se centró en su carrera como piloto, empezando en la Fórmula Ford 1600. En 1986 ganó el campeonato de Fórmula Ford de Gran Bretaña, pasando a la Fórmula 3 británica al año siguiente, donde terminó segundo en las filas del equipo West Surrey Racing. En 1988 probó suerte en Fórmula 3000 sin demasiado éxito y en 1989 finalmente alcanzó la Fórmula 1, pilotando para el recientemente formado equipo Onyx. A pesar de ofrecer un rendimiento prometedor, ciertos problemas con el jefe de equipo le hicieron perder su plaza de piloto incluso antes de terminar la temporada, consiguió pilotar para Rial para las 2 últimas carreras sin poder clasificar. Después Rial desaparece del mundial a finales de ese año.
En 1990 pasó al equipo Subaru-Coloni, sin embargo, la temporada fue desastrosa debido la poca potencia y el sobrepeso del motor Subaru, y la poca fiabilidad del inmanejable coche haciendo que nunca pasara las pre clasificaciones. Subaru se retira después de ronda en Inglaterra haciendo que el pequeño equipo volviera a los motores Ford donde el resto de la carrera logra pasar las pre clasificaciones sin conseguir clasificar para las carreras.
En 1991 ficha por la prometedora escudería Jordan, la cual termina 5.ª en el campeonato de constructores. No pudo competir durante 5 grandes premios debido a que tuvo que cumplir dos meses de arresto a causa de un altercado con un taxista londinense. Su puesto fue ocupado por el GP de Bélgica por el entonces desconocido Michael Schumacher, quien después de una sola carrera pasa, mediante un enroque con Roberto Moreno, a Benetton y más tarde de forma definitiva por Alessandro Zanardi. Disputó el último Gran Premio de la temporada, sin conseguir clasificarse, al volante de un Larrousse, en sustitución de Éric Bernard, y se quedaría en dicha escudería la temporada siguiente, en la cual alcanzó una 6.ª posición en el Gran Premio de Mónaco.
Durante los años siguientes, Gachot corrió para diferentes escuderías, entre ellas Larrousse en 1991-92 donde logró un punto en Mónaco. corrió en una sola carrera de la IndyCar en 1993. y corrió para Pacific Racing F1 (en cual fue accionista del equipo) en 1994-1995. El mayor éxito de su carrera como piloto de carreras fue el triunfo en las 24 Horas de Le Mans de 1991 junto a Johnny Herbert y Volker Weidler, pilotando un Mazda.
En 1996, Gachot forma su propio equipo para competir en las 24 Horas de Le Mans con un WR LM94 con soporte de fábrica y el motor de la marca surcoreana SsangYong, sin embargo no lograron clasificar para la carrera de ese año.
Logró un total de 5 puntos en el Campeonato de Fórmula 1, siendo su mejor resultado un 5° puesto en el Gran Premio de Canadá de 1991, además de una vuelta rápida en el Gran Premio de Hungría de 1991, pilotando para Jordan.
Si bien nació en Luxemburgo, posee pasaporte francés y ha corrido con licencia belga, por lo que algunos medios lo han presentado bajo una u otra bandera, pese a que él ha afirmado sentirse de nacionalidad europea. En efecto, su casco muestra las estrellas de la bandera de la Unión Europea.
Actualmente, Gachot se dedica en la comercialización de bebidas energéticas Hype.

## Resultados
(Clave) (negrita indica pole position) (cursiva indica vuelta rápida)

| Año  | Escudería                      | 1        | 2        | 3        | 4        | 5        | 6        | 7        | 8        | 9        | 10       | 11      | 12      | 13      | 14      | 15      | 16      | 17    | Pos. | Puntos |
| ---- | ------------------------------ | -------- | -------- | -------- | -------- | -------- | -------- | -------- | -------- | -------- | -------- | ------- | ------- | ------- | ------- | ------- | ------- | ----- | ---- | ------ |
| 1989 | Moneytron Onyx Formula One     | BRA DNPQ | SMR DNPQ | MON DNPQ | MEX DNPQ | USA DNPQ | CAN DNPQ | FRA 13   | GBR 12   | GER DNQ  | HUN Ret  | BEL Ret | ITA Ret | POR     | ESP     |         |         |       | NC   | 0      |
| 1989 | Rial Racing                    |          |          |          |          |          |          |          |          |          |          |         |         |         |         | JPN DNQ | AUS DNQ |       | NC   | 0      |
| 1990 | Subaru Coloni Racing           | USA DNPQ | BRA DNPQ | SMR DNPQ | MON DNPQ | CAN DNPQ | MEX DNPQ | FRA DNPQ | GBR DNPQ |          |          |         |         |         |         |         |         |       | NC   | 0      |
| 1990 | Coloni Racing Srl              |          |          |          |          |          |          |          |          | GER DNPQ | HUN DNPQ | BEL DNQ | ITA DNQ | POR DNQ | ESP DNQ | JPN DNQ | AUS DNQ |       | NC   | 0      |
| 1991 | Team 7UP Jordan                | USA 10   | BRA 13   | SMR Ret  | MON 8    | CAN 5    | MEX Ret  | FRA Ret  | GBR 6    | GER 6    | HUN 9    | BEL     | ITA     | POR     | ESP     | JPN     |         |       | 13.º | 4      |
| 1991 | Larrousse F1                   |          |          |          |          |          |          |          |          |          |          |         |         |         |         |         | AUS DNQ |       | 13.º | 4      |
| 1992 | Central Park Venturi Larrousse | RSA Ret  | MEX 11   | BRA Ret  | ESP Ret  | SMR Ret  | MON 6    | CAN DSQ  | FRA Ret  | GBR Ret  | GER 14   | HUN Ret | BEL 18  | ITA Ret | POR Ret | JPN Ret | AUS Ret |       | 19.º | 1      |
| 1994 | Pacific Grand Prix Ltd         | BRA Ret  | PAC DNQ  | SMR Ret  | MON Ret  | ESP Ret  | CAN Ret  | FRA DNQ  | GBR DNQ  | GER DNQ  | HUN DNQ  | BEL DNQ | ITA DNQ | POR DNQ | EUR DNQ | JPN DNQ | AUS DNQ |       | NC   | 0      |
| 1995 | Pacific Grand Prix Ltd         | BRA Ret  | ARG Ret  | SMR Ret  | ESP Ret  | MON Ret  | CAN Ret  | FRA Ret  | GBR 12   | GER      | HUN      | BEL     | ITA     | POR     | EUR     | PAC Ret | JPN Ret | AUS 8 | NC   | 0      |

- [5]